# Board (Bridge)
Ein Board ist beim Kartenspiel Bridge ein Behälter mit 4 Fächern, die jeweils 13 Karten für die 4 Spieler enthalten. Boards werden gebraucht, weil bei Bridgeturnieren die gleiche Verteilung nacheinander an mehreren Tischen von verschiedenen Spielern gespielt wird.

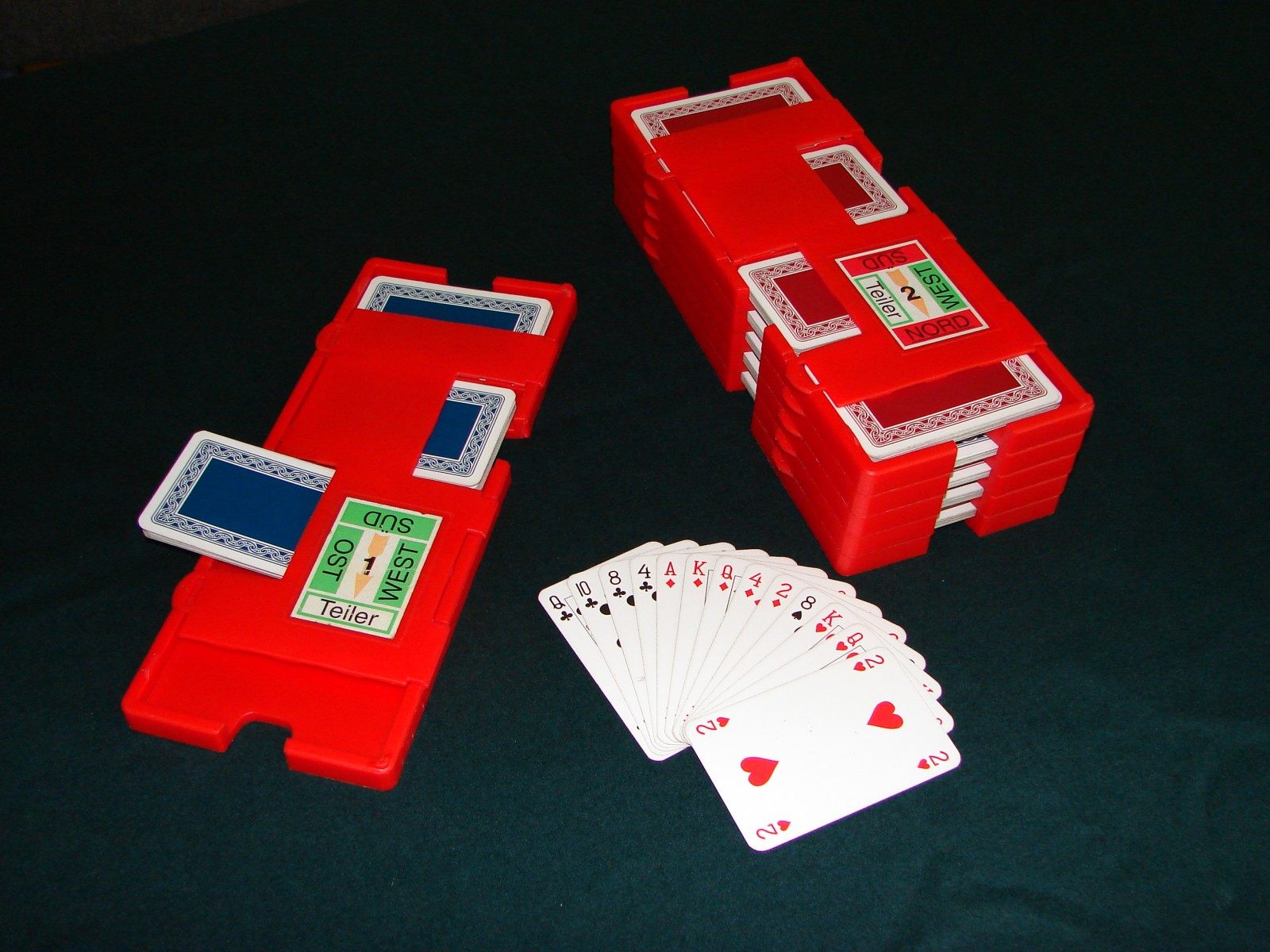
Boards: Links Board Nr. 1, Nord ist Teiler, niemand in Gefahr (grüne Markierung). Rechts Board Nr. 2, Ost ist Teiler, NS in Gefahr (rote Markierung), OW nicht in Gefahr

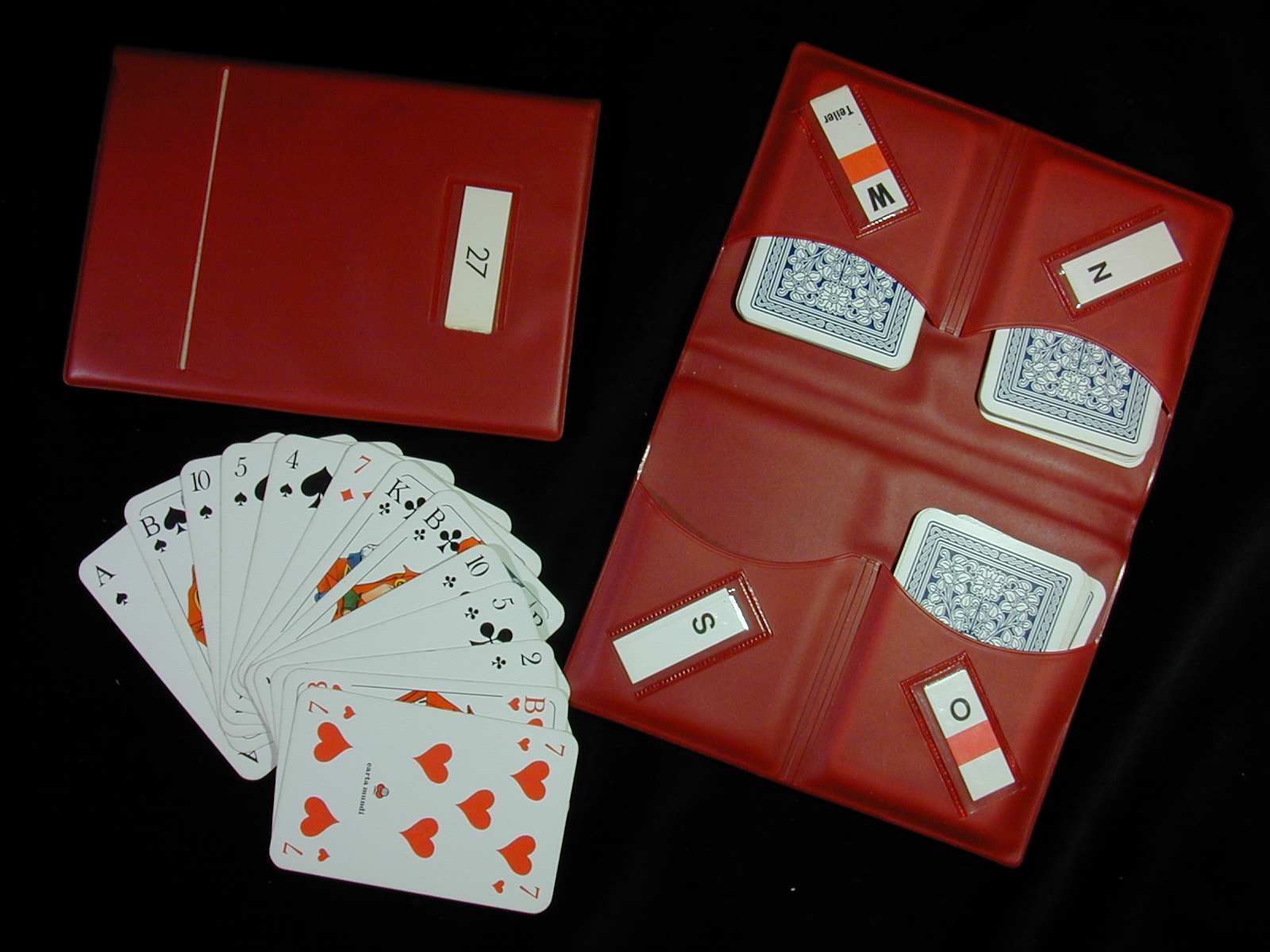
Boards: Rechts ist West Teiler, NS nicht in Gefahr, OW in Gefahr (rote Markierung)

Jedes Board ist mit der Boardnummer gekennzeichnet. Wenn in einem Durchgang eines Turniers mehrere Boards mit der gleichen Nummer im Einsatz sind, dann enthalten sie üblicherweise auch die gleiche Verteilung. Die Fächer sind mit Nord, Süd, Ost und West gekennzeichnet. Welcher Spieler als Teiler fungiert ist ebenfalls auf dem Board vermerkt, sowie auch die Gefahrenlage: Rote Markierungen kennzeichnen die Spieler, die in Gefahr sind. Die Zuordnung von Boardnummer einerseits und Teiler und Gefahrenlage andererseits ist durch die Turnierbridgeregeln (§2) festgelegt.
Es gibt im Wesentlichen zwei Arten von Boards: solche, die man zum Transport zusammenklappen kann wie ein Mäppchen, und solche aus hartem Plastik oder Metall, bei denen ein Steg das Herausfallen der Karten aus den Fächern verhindert. Die Karten müssen hier leicht gebogen werden, um sie aus dem Fach zu entnehmen. Unter den harten Boards gibt es solche, deren Oberseite aufklappbar ist. Im aufgeklappten Zustand passen sie in eine Dupliziermaschine und können dort automatisch befüllt werden.
Da es keinen deutschen Begriff für Board gibt, wird im deutschen Sprachraum überall das englische Wort verwendet.